# Conisania
Conisania is een geslacht van vlinders van de familie Uilen (Noctuidae), uit de onderfamilie Hadeninae.

## Soorten
- C. andalusica (Staudinger, 1859)
- C. arida (Lederer, 1855)
- C. arterialis (Draudt, 1936)
- C. capsivora Draudt, 1933
- C. cervina (Eversmann, 1842)
- C. egenoides Boursin, 1966
- C. leineri (Freyer, 1836)
- C. leuconephra Draudt, 1950
- C. literata (Fischer von Waldheim, 1840)
- C. luteago (Denis & Schiffermüller, 1775)
- C. mienshani Draudt, 1950
- C. poelli Stertz, 1915
- C. renati (Oberthur, 1890)
- C. roseipicta Draudt, 1950
- C. stereotypa Koshantschikov., 1925
- C. suavis Staudinger, 1892
- C. xanthothrix Boursin, 1960